# 賈斯珀·漢森
賈斯珀·漢森（丹麥語：Jesper Hansen，1980年11月19日—），丹麥射擊運動員，他代表丹麥隊參加了日本舉行的2020年夏季奧林匹克運動會，並且在男子定向飛靶比賽上獲得銀牌。